# Nishiki-gawa
Le fleuve Nishiki (錦川, Nishiki-gawa) est un fleuve situé dans la préfecture de Yamaguchi au Japon.

## Géographie
Le fleuve Nishiki, long de 110,3 km, prend sa source dans la ville de Shūnan dans la partie nord-est de la préfecture de Yamaguchi. Après un cours orienté vers le sud-est, le fleuve serpente vers le nord-est près du barrage de Sugano, puis effectue un grand méandre vers le sud-est et se jette dans la mer intérieure de Seto au niveau de la ville d'Iwakuni.